# Lara FC
Lara Fútbol Club war ein venezolanischer Fußballverein aus Barquisimeto. Der Verein wurde 1965 gegründet und 2012 aufgelöst. Größter Erfolg war der Gewinn der Meisterschaft 1965.

## Geschichte
Lara FC wurde 1965 gegründet und startete direkt in der  Primera División. In seiner ersten Saison wurde das Team aus Barquisimeto Meister und erreichte das Pokalfinale. Es folgten zwei weitere Finalteilnahmen, jedoch gewann Lara nie den Pokal. Nach sieben Jahren in der ersten Liga verschwand der Klub und wurde 2008 mit der Fusion der Vereine aus dem Lara Policía de Lara Fútbol Club, Unión Lara und UCLA FC neugegründet. Nach nur einer Saison in der Segunda División folgte der Abstieg und aufgrund finanzieller Probleme schließlich die Auflösung 2012.

## Stadion
Lara FC trug seine Heimspiele im Estadio Farid Richa, das eine Kapazität von rund 12.500 Zuschauerplätzen hat, aus.

## Erfolge
- Venezolanischer Meister: 1965
- Finalist der Copa Venezuela: 1965, 1968, 1979